# Gieorgij Wajner
Gieorgij Wajner, Георгий Александрович Вайнер (ur. 10 lutego 1938 w Moskwie, zm. 11 czerwca 2009 w Nowym Jorku) – rosyjski pisarz, m.in. autor powieści kryminalnych. Często publikował z bratem Arkadijem.

## Wspólne powieści
- Beczka śmierci, Warszawa 1980
- Ewangelia według kata
- Wizyta u Minotaura

## Powieści Gieorgija Wajnera
- Rajski ogród szatana